# Javier José Loidi
Javier José Loidi Arregui (Bilbao, 16 de marzo de 1953) es un botánico, pteridólogo español, que ha realizado más de 30 identificaciones y clasificaciones de nuevas especies (a abril de 2015). Actualmente coordina sus labores de investigación con la enseñanza en la universidad pública del País Vasco.

## Algunas publicaciones
- Loidi, J. y C. Arnaiz. 1987. Estudio de los espinares del orden Prunetalia spinosae en la Cordillera Cantábrica (España). Lazaroa 7: 433-441
- Loidi, J., I. Biurrun y M. Herrera. 1997. La vegetación del centro-septentrional de España. Itinera Geobot. 9: 161-618

### Libros
- Datos sobre la vegetación del País Vasco y zonas limítrofes: (la vegetación del Parque Natural de Valderejo) : guía de la excursión geobotánica de las XIV Jornadas de Fitosociología : Bilbao, septiembre de 1994. Javier José Loidi Arregui, Javier Loidi, Mercedes Herrera, Idoia Biurrun. 1994. Ed. Servicio Central de Publicaciones del Gobierno Vasco. 97 pp. ISBN	8445704591

- La vegetación de la Comunidad Autónoma del País Vasco. Leyenda del mapa de series de vegetación a escala 1: 50.000. Biurrun, I., García-Mijangos, I., Loidi, J., Campos, J.A. & Herrera, M. (2009).197 pp. Eusko Jaurlaritza – Gobierno Vasco, Lejona (Vizcaya).

- La abreviatura «Loidi» se emplea para indicar a Javier José Loidi como autoridad en la descripción y clasificación científica de los vegetales.[2]